# 会津弁
会津弁（あいづべん）とは、日本の福島県会津地方で話される日本語の方言である。東北方言（南奥羽方言）に属する。

## 概要
会津地方では故郷への帰属意識が強く、更に追求すれば、会津若松市と奥会津（旧田島町を中心とした南会津地域）では帰属意識が異なる。そのため会津弁と言っても、会津若松市内と奥会津では言葉の響きやニュアンスなどで大きな違いが見られる。また会津最南端の檜枝岐村では会津弁と言うよりは、西関東方言に近い方言が話される。また、新潟県東蒲原郡阿賀町で話される方言は、東蒲原郡が会津藩の領地であった歴史的経緯から会津弁の影響を強く受けており、会津弁と同じ南奥羽方言に分類されることもある。
奥会津における会津弁の特徴として、年上の人物には全て名前の最後に「-あね」「-あんつぁ」と言う敬称を用いることが上げられる。これは、それぞれ「姉」と「兄」を意味し、今まで会話したことのある知人一般に使用される。これは、各個人各家庭毎よりも、地域一帯が一つの生活共同体として重要な役割を果たして来た地理的・文化的な背景のためであると思われる。

## 会津弁使用例
（地域内でも更に細分化されるが、一般的なもの）
- どうぞ寄って行って下さい
  - 会津若松市内：「寄ってがっしぇ」
  - 旧田島町周辺：「上がってがっせ」

- 走って行かないと間に合わないよ
  - 会津若松市内：「とんでがねーど、間に合わねなーし」
  - 旧田島町周辺：「はねでがねーど、間に合わねーべー」

※会津若松市内では、走るを「とぶ（飛ぶ）」と言うが、旧田島町周辺では「はねる（跳ねる）」と言う。マラソン大会なども、前者は「飛びくら」、後者は「跳ねくら」（「-くら」は、競争のことを差し、物を取り合いになることも「とっかしくら」などと言う）。

## 会津弁の例

### あ行
- あいばっせ　(あいばせ)　→　行きましょう
- あいべ　（あいばし）　→　出かけるよ、行くよ
- あがらんしょ　（あがっせ）　→　めしあがってください、中へお入りください
- あねさ　→　年上の女性への呼びかけ
- あんちゃ　→　おにいさん　男の子への呼びかけ
- あんつぁ（ま）　→　目上の男性、（ ）を付けると成長した意
- あんべ　→　あんばい、具合
- いぎあう　（いぎゃう）　→　出先で偶然（知り合い）に会う
- いだまし（い）→　もったいない
- いっちょめこぐ　→　一人前のことを言う、生意気を言う
- うぶう　→　背負う、おんぶする
- うっつぁ(帰る)  →  家に(帰る)
- うっつぁし　→　うるさい
- うすらかすら　→　たむろする、目的もなしにぶらぶらしている
- うなう　→　田畑を耕す
- うまぐね　→　良くない、まずい
- うめる　→　風呂に湯や水を足すこと
- うらがいちゃ（ん）　うらがえっちゃ　→　裏がえし（かいちゃんともいう）
- うるがす　→　水につけておく
- おだれる　→　折れる
- おっつめる　→　殴るとか。「おっつめっつぉ！」といわれたら覚悟が必要。※物を押し込む際にも使用
- おっとばす　→　突き飛ばす
- おどでな　→　一昨日
- おばんです → こんばんは（丁寧語は「おばんなやした」）
- おめえ　→　あなた
- おもさも　→　思う存分、充分に
- おれ　→　年配は男女問わず自分をおれと呼ぶ
- おら　→　「おれ」よりも若い世代の男女が自分をこう呼ぶ
- おらほ　→　私たちの地域・地区
- おんずぐなし　→　馬鹿者、意気地なし
- おんずぐねぇ　→　ろくでもない　※身体や機械関係（農機具、車両等）が調子悪い際にも使用
- おんつぁ（げす）　→　ばか・あほ、（ ）をつけると強化型
- おんつぁま　→　年配の男性、おじさん
- おんつぁれる　→　怒られる
- おんもしぇ　→　面白い

### か行
- がおる　→　（体の）具合が悪い
- かすぐっちる　→   へそ曲がり　→「すったぐっちる」に似る
- かせる　→　（漆に）かぶれる
- かたす　→　片付ける
- かっつちゃぐ・かっちゃぐ（西部地域のみ）・かっつぁぐ　→　ひっかく
- がなる　→　大声で言う
- かまがす・かんまがす　→　かきまぜる
- かめる　（かめっこ）　→  人見知りする
- かんじる　→　寒い（今日はかんじるなー等）
- きかね　→　言うことを聞かない、気が強い
- きっき　→　じゃんけん
- きっとする　→　きちんとする、じっとする
- きへぇわりぃ　→　気分が悪い、不愉快
- きめっこ　→　拗ねる
- きんな　→　昨日
- きてぇだ　→　不思議だ、奇妙だ
- ぎったんばっこ　→　シーソー、ぎっこんばったん
- きんびゃいい　→　気分がいい、ざまあみろ
- くたまんしね　→　物怖じしない、あっけらかんとしている
- くれそべる　→　だだをこねる（そべるの強意形）
- くれる→　あげる・もらうの両方の意味
- くんつぇ　→　ください
- け　→　食べろ、食え
- げす　→　尻
- げすぬげ　→　だらしがない、しまりがない（げす＝最後が抜けているという意）
- げすめど　→　肛門
- げっぽ　→　最下位、ビリ
- けっぽる・けっぽぐる　→　蹴る
- けれじょも・げんじょも　→　けれども
- こうの毛（げ）　→　まゆげ
- こー　→　おいで
- こえー　→　疲れた
- こせる　→　こしらえる、作る（例：まんまごしぇ→食事の支度）
- ごせ（しぇ）あける・やける　→　怒る、むかつく、いらいらした状態
- こっちゃ・こっちさ・こっつぁ　→　こっちの方に・こちらに
- ごっつお　→　ごちそう
- こでらんに　→　こらえられない、幸せだ、最高だ、（これ以上ないくらい）おいしい
- こめら　→　子ども

### さ行
- さがりもの　→　当来もの（京都などの上方から）
- さくい、さくくする　→ 　ざっくばらん、すごく親しくする
- ざける　→　雪が溶けてシャーベット状の様子
- さすけね　→　大丈夫だ、問題ない
- サ（ラ)ッパカマ　→　百姓着
- さなぶり　→　田植え休み（五月休み）
- されがまね、されがまってらんに　→（余計なことに）かかわらない、放っておく
- したがら　→　だから
- しっぱね・すっぱね　→　撥ねのこと。雨の中を歩くとズボンの後ろにつく撥ね、自転車の後輪からあがる撥ね、など。
- しゃで　→　弟
- しょーね　→　しょうがない
- すげねー　→　物足りない
- すったぐっちる　→  へそ曲がり、まともでない
- ずねぇ（＝でっけ）　→　大きい
- せな　→　兄
- ぞうさねぇ　→　簡単だ、すぐできる
- そべる（くれそべる）　→　甘える

### た行
- たいした気して　→    一丁前の口きいて、思い上がりやがって(悪い意味)
- たがく　→　（物を）持つ
- だから　→　相づち、共感の意（例:「今日さみぃなぁ」「だからねー」）
- たくさん　→　充分、お腹いっぱい
- だけんじょ・だけんじょも　→　だけれども
- だっち（ぇ）も　→　誰も
- たまげた　→　驚いた
- たれる　→　大小便をする
- ちぃっと、つうと　→　少し
- ちゃんちゃんする　→　正座する
- つける　→　積む
- つうはん（ちゅうはん）　→　昼食
- つっかけ　→　履物転じて、集落などの入り口・手前の意
- でっこら　→　いっぱい、大盛り
- でっちかる　→　座る
- とうみに・とうみぎ　→　とうもろこし
- とっかす　→　（無理やり）取り上げる
- とねこ　→　（生まれたばかりの）子牛、子馬
- とぶ　→　走る
- とびくら　→　かけっこ、競走
- どんぶく　→　綿入れはんてん

### な行
- なげる　→　捨てる
- なじょ　→　どう、いかが
- なじょすんべ　→　どうしよう
- 七草　→　（こどもの）七五三
- にしゃ（にし、にさ）　→　おまえ（おめより語気が強い）
- にしゃら、にしゃめら（複数形）　→　おまえら
- ねぎばな　→　鼻水
- ねっか(どうも)　→　とても　たいへん(ありがとう)
- のだばる　→　伸びて寝転がる
- のっかかる　→　よりかかる
- のぼる　→　踏んづける

### は行
- はいらんしょ　→　（家に）あがってください
- はかいぐ　→　はかどる、物事が進む、進展する
- はっこ　→　早くおいで
- ばっこ　→　うんこ、糞
- はっつける　→　ひっぱたく（例：「頭はっつけっつぉ！」・・・頭をひっぱたくぞ！）
- はらくっち　→　お腹いっぱい
- ばんかた　→　夕方
- ばんげ　→　夜
- びっけ　→　ビリのこと
- ひゃっけ　→　冷たい
- びっちゃっこ　→　水たまり
- ぶすぐれる　→　ふくれっ面をする
- ぶっつかる　→　こたつなどにはいる
- ぺった　→　めんこ遊び
- へでなし　→　いいかげんなこと
- ほいど　→　乞食（卑下する言葉）
- ほうほうね　→　お手上げ状態、どうしようもない
- ほだごど　→　そんなこと
- ぼっこ　→　（靴底やスキー板の裏などに付く）雪の塊・余計なもの
- ぼっこれ　→　壊れている・使い物にならない物に言う（ぶっくれとも）
- ほろぐ　→　（物を）なくす、落とす

### ま行
- まぁず　→　まったく（少々怒っている様子）
- まがる　→　おじぎする、頭を下げる
- まぐる　→　布をめくる（スカートまぐり）
- まくれる　→　転落する、まくっちゃ→転落した
- まってぐ　→　いっしょに
- まるぐ　→　束ねる、まとめる
- まんま　→　ご飯・食事
- まんまごせ　→　ご飯の支度、食事の準備
- みっちら　→　みっちり、たっぷり、中身がいっぱい
- まんず　→　女性器
- むぐす　→　（大小便を）もらす
- むずせぇ　→　気の毒、かわいそう、無慈悲なこと、miserable
- むじる（むずる）　→　（道を）まがる
- むる　→　漏る、もれる
- めごい・めんごい・めんげえ　→　かわいい
- めっこめし　→　失敗して芯の残った、硬いご飯
- もっこ、もっこれ　→　ぼろぼろの、壊れかかった
- もんずくる　→　紙などをしわくちゃにする

### や行
- やっちゃがね　→　役立たない
- やっちゃぐね　→　やりたくない
- やっこい・やっけー　→　やわらかい
- やってー　→　お願いします？（店などで買い物するとき）
- やや　→　赤ちゃん
- ややなし　→　出産
- やんだ　→　いやだ
- やんだおらー　→　いやだ～どうしよう！、あらまーたいへん！
- ゆとうじ　→　湯治
- ユルイ　→　囲炉裏（いろり）
- よがんべ　→　いいでしょう、ＯＫ
- よっぱ（ら）　→　たくさん、飽きるほど
- よめごとする　→  愚痴、余計な事をいう

### わ行
- わが　→　自分
- わさ（わっさ）　→　悪いこと　いじること　手わさ・火わさする
- んだ　→　そうだ
- んだがら　→　そうなのよ、という相槌
- んだげっちょ　→　そうだけれど
- んだべした　→　そうでしょう
- んでね　→　そうではない

### その他
- ～かよ（がよ）　→　～ですか？
- ～さ　→　～に、～へ(方向・目的)
- ～してくんつぇ　→　～してください（例：食ってくんつぇ・・・食べてください）
- ～してくなんしょ・～してくなんじょ(上記の「～してくんつぇ」をもっと上品に言った単語)
- ～しっせ　→　～しなよ、～したら？（例：食わせ・・・食べなよ、食べたら？）
- ～してくなんしょ　→　～してください（「～してくんつぇ」よりも丁寧な言い方）（例：食ってくなんしょ・・・どうぞ食べてください）
- ～しらんに　→　～してはいけない、～できない（例：食わんにがらな・・・食べられないからね）
- ～っちゃあんめ　→　～なんだって（なんかおもしろいねの意味あり）
- ～だくっち　→　～だったりして、～なんちゃって
- ～だなし　→　～ですね（丁寧語）
- ～だべ　→　～だね、～だよね（例：食ってぐだべ・・・食べていくんだよね）
- ～だべし　→　～ですよね

## 会津弁を使う著名人
- 河原田ヤスケ ：俳優。大河ドラマ「八重の桜」で会津ことば指導を担当。
- 小暮智美：女優。大河ドラマ「八重の桜」で会津ことば指導を担当。
- 渡部恒三：会津弁がトレードマークの政治家